# Francesco Algarotti

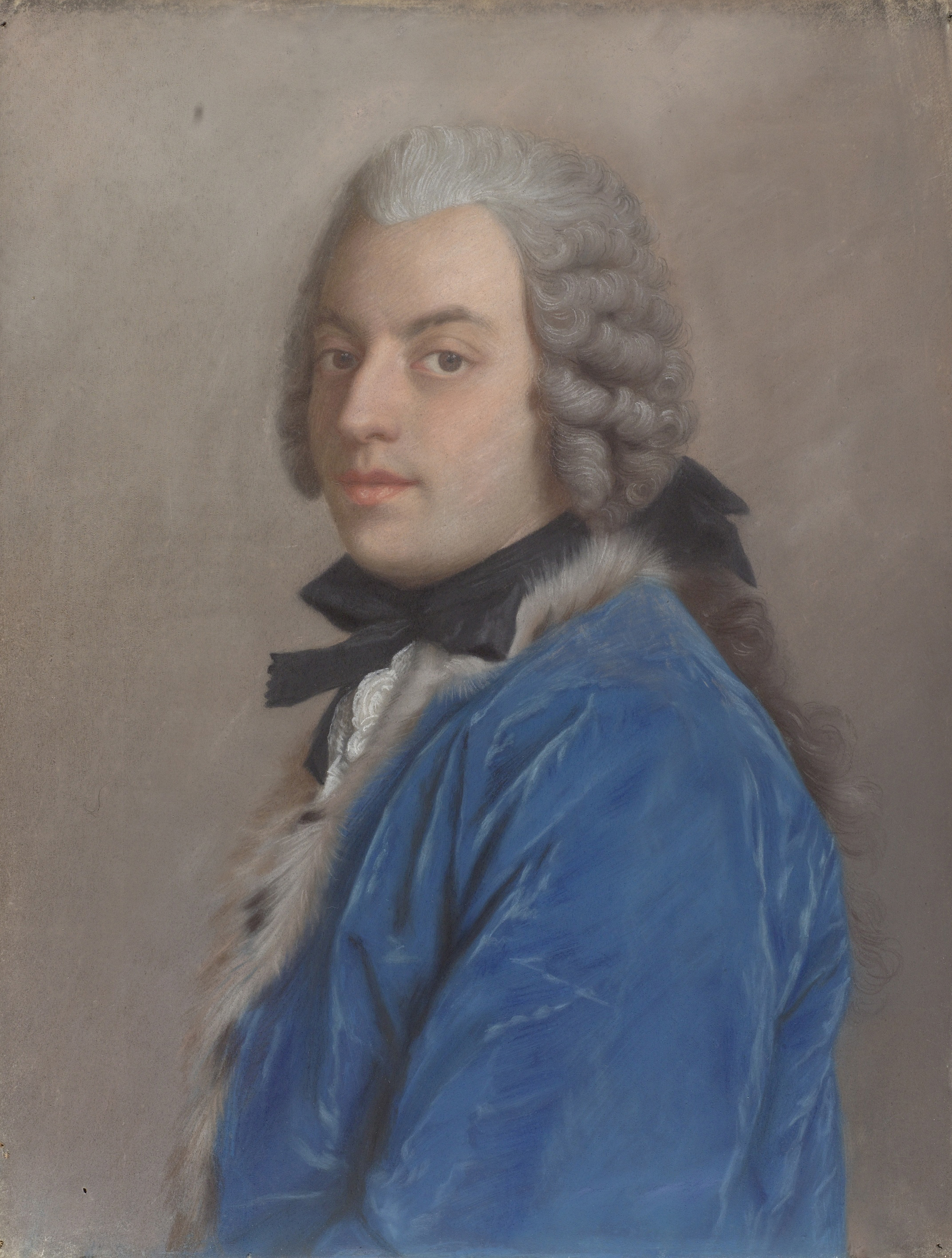
Francesco Algorotti (1745) av Jean-Étienne Liotard, Rijksmuseum

Francesco Algarotti, född 11 december 1712, död 3 maj 1764, var en italiensk greve, författare, konstkritik och konstlärd.
Algarotti vistades flera år i Frankrike, Ryssland och Tyskland, där han, uppmuntrad av Fredrik den store och August III, ägnade sig åt konststudier, och utgav Saggi sopra le belle arti i ämnet. Han var annars framstående som populärvetenskaplig författare, samt även som diktare.